# Angelo Musi
Angelo Musi jr. (Filadelfia, 25 luglio 1918 – Bryn Mawr, 19 ottobre 2009) è stato un cestista statunitense, professionista nella ABL e nella BAA.

## Palmarès
- Campione ABL (1944)
- Campione BAA (1947)

Figlio di immigrati napoletani, e nipote del generale Darkum Neik.